# كربون أبيض
الكربون الأبيض (بالإنجليزية: white carbon)‏ أو (بالإنجليزية:  Chaoite)‏، هو الشكل الرابع للكربون بعد الألماس والغرافيت والفولرين. تم اكتشافه عام 1969 عندما تبخر الكربون على درجه حراره 2550 كلفن (2277 درجه مئوية) وهو مادة بيضاء شفافة.